# 阪急710系電車
710系電車（710けいでんしゃ）は、1950年より京阪神急行電鉄が導入した電車である。阪急標準車体寸法に準じた京都線用車両で、1953年までに合計14両がナニワ工機で製造された。

## 車体
第二次世界大戦後に京阪電気鉄道を分離した京阪神急行電鉄では、神戸・宝塚・京都の各線区の規格の差異の統一が課題となった。車体の統一による運用効率向上を図るため、神戸線用810系とともに阪急標準車体寸法を確立し、寸法は全長19,000mm、全幅2,750mmとなった。長さは京都線100形（P-6）、幅は神宝線800系に準じた。
窓構造は神宝線に準じた一段下降窓を採用、窓配置は京都線の100形(P-6)に準じた。810系とは線区の違いによる様々な相違点があり、710系は窓枠を車体色と同一色で塗装、標識灯は上下逆、行先表示板の固定具など、京都線の慣例に準じた。
当初は扉間を固定クロスシートとしたが、最終製造の2編成4両(716-766・717-767)はロングシートで竣工している。なお最終製造分のうち718-768は、製造途中で神戸線の輸送力増強への対応のため810系に変更されており、822-872として落成している。このため、主電動機は東洋電機製造TDK-536であり、台車も京都線用のFS-103Kを使用、また貫通扉も運転台側に開くなど、純正の810系との違いが見られる。

## 主要機器

### 電装品
新京阪鉄道時代からの京都線の慣例で、電装品は東洋電機製造製である。主制御器を含めて600・1500Vの複電圧対応で、全線で本来の性能を発揮可能であった。主電動機は810系と同様、170kW×4である。最終増備の717の主制御器・主電動機はP-6の余剰品の流用で、150kW×4となった。

### 台車
715-765までの各編成は新設計の扶桑金属工業FS-5・FS-3ウィングばね式台車を装着して竣工した。FS-5が710形用、FS-3が760形用である。
716-766および717-767の2編成はゲルリッツ式のFS-103を全車とも装着して竣工、乗り心地が更に改善された。1956年6月のノンストップ特急運転開始後、特急の乗り心地改善のため、クロスシート車の714-764・715-765の2編成のFS-5・3との振り替えが実施されている。

### ブレーキ
台車シリンダー方式を採用したため、中継弁付きのAMA-R・ACA-R自動空気ブレーキが採用された。

## 改造工事
1956年に蛍光灯化や正面扉への幌枠取付けや、乗り心地向上のため、台車にオイルダンパーが取り付けられた。
「歌劇号」を除く特急運用から完全に退いた1965年9月より、クロスシート車のロングシート化が実施され、1968年には、当初からロングシートだった716-766・717-767の3扉化が実施された。ブレーキは、1962年に長編成化を見越してARSE方式に改造された。
1971年より更新工事が行われ、元クロスシート車は3扉化され、前照灯はシールドビーム2灯となり、雨樋を設置、窓枠はベージュ色となった。4両固定編成化と一部の運転台撤去も行われ、ブレーキはHSC（電磁直通ブレーキ）に改造された。4両固定化に際しては、車体形状の違いが考慮され、711-761のみMc-Tcの2両編成で残される事になり、中間に入る713・715・717および762・764・766の6両の運転台撤去が実施され、以下の編成が4両固定編成となった。。
- 712-762+713-763
- 714-764+715-765
- 716-766+717-767

## 運用

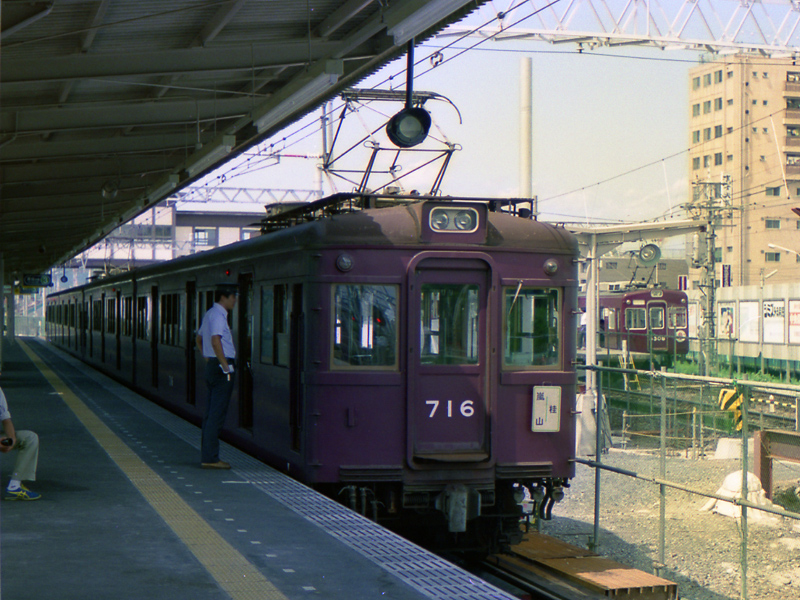
引退目前の710系（1983年 桂駅）

登場以来、京都線特急用として使用されたほか、複電圧を生かして京都 - 宝塚間の京宝特急（歌劇号）にも充当された。河原町延伸による特急の増発時には、主に2300系が特急に使用されていたが、710系もロングシートの716・717編成を含めて時折特急として運用された。
クロスシートの特急専用車である2800系が1964年に登場したため特急運用から外れ、クロスシートもロングシート化されて本線急行・普通列車運用となったが、5300系の増備が進んだ1973年頃からは千里線で使用され、1976年からは、210系・700系に代わって嵐山線でも使用された。
1981年より廃車が開始され、1983年に全廃となった。